# Royal Dutch Shell
A Royal Dutch Shell, közismert nevén a Shell holland–angol multinacionális olajvállalat, hágai központtal és londoni hivatalos székhellyel. A 2011-es árbevétel alapján a Shell a világ második legnagyobb vállalata, az egyik a 6 olajóriásból és az egyik legértékesebb vállalat.
A Shell vertikálisan integrált vállalat, amely az olaj és gáz üzletág minden területén érdekelt, legyen szó új mezők kutatásáról, kitermelésről, finomításról, disztribúcióról és marketingről, petrolkémiáról, áramtermelésről vagy éppen kereskedelemről. A cég emellett érdekelt a megújuló energiaforrások terén is. A vállalat 90 országban napi 3,1 millió hordó egyenértéknyi olajat termel és több mint 44 000 benzinkúttal rendelkezik. Amerikai leányvállalata a Shell Oil Company.
Elektromos járművek töltésére létrehozott gyorstöltőhálózata a Shell Recharge.

## Története
A Royal Dutch Shell 1907-ben jött létre a holland Royal Dutch Petroleum Company és az angol "Shell" Transport and Trading Company Ltd fúziójából. A lépésre a John D. Rockefeller Standard Oil cégével való globális verseny és az 1907-es válság következményeihez való alkalmazkodás szempontjából volt szükség. A vállalat 1919-ben felvásárolta a Mexican Eagle Petroleum Companyt és 1921-ben létrehozta a Shell-Mex Limited nevű vállalatot, ami 1932-ben, részben a gazdasági nehézségei miatt egyesítette az angliai marketing részlegét a BP-vel, létrehozva Shell-Mex and BP Ltd-t, ami a márkák 1975-ös szétválásáig létezett. 1970-ben a Shell felvásárolta a bányászattal foglalkozó Billiton vállalatot, ami 1994-es eladása óta a BHP Billiton része.
2004 novemberében a vállalat botrányba keveredett, miután kiderült, hogy felülbecsülte olajtartalékait, a cég egységes pénzügyi struktúrára váltott, melynek értelmében az új anyavállalat székhelye és adózási címe Hágába, Hollandiába, hivatalos címe Londonba került, míg az újonnan létrehozott anyavállalat részvényei elsődlegesen a londoni, másodlagosan az amszterdami tőzsdére kerültek. A lépés 2005 július 20-án fejeződött be.
A vállalat az iraki olajmezőkre kiírt 2009-es pályázaton, mint egy a Petronassal (30%) közös konzorcium vezetője (45%), elnyerte a 12.6 milliárd barrelnyi Majnoon mező feltárásának jogát, míg egy az Exxon Mobil (60%) által vezetett konzorcium tagjaként (15%) a Nyugat Quarna 1-es mező kitermeléséből is részesedhet.

## Tevékenység

### Divíziók
A Shell jelenleg 4 divízióra tagolódik, melyek a következőek:
- Nemzetközi kitermelés: Az amerikai kontinensen kívüli lelőhelyek felkutatásával és feltárásával, illetve szállításával foglalkozik, alapvetően regionálisan tagolt, de vannak ez alól kivételek
- Amerikai kitermelés: Az Észak- és Dél-Amerikában található lelőhelyek kutatásával és kitermelésével, illetve a nyersolaj szállításával foglalkozik, nem regionálisan tagolt
- Finomítás: Különböző kőolajipari termékek létrehozásával, olaj finomításával foglalkozik
- Projektek és technológiák: A vállalat nagyobb projektjeit vezeti, kutatás-fejlesztéssel és a fentebbi három divízió technológiai támogatásával foglalkozik

### Olaj és gázüzletág
A Shell, mint vertikálisan integrált olajipari cég, elsősorban a részlegek menedzsmentjét végzi, az olaj felkutatásától annak kitermelésén és finomításán át a kereskedelméig. Ez a földgáz esetében is hasonlóan működik. Bár egy vertikálisan integrált vállalat jó modellje lehet a méretgazdaságosságnak és a belépési korlátoknak, a vállalat egyes leányai igyekeznek egyre inkább önellátóak és a központtól függetlenek lenni.
Hagyományosan a Shell eléggé decentralizált vállalat volt, különösen a finomítás és a késztermékek értékesítése piacán, több mint 100 országban jelenlévő leányai magas fokú függetlenséget élveztek. A kitermelés és az új lelőhelyek felkutatása ennél jóval centralizáltabb volt. Mára az egyes országokban jelenlévő egységek függetlensége jelentősen csökkent és jóval inkább jellemző a Londontól és Hágától való függés.

### Egyéb projektek
A Shell többször próbálkozott tevékenysége diverzifikálásával, így megjelent a nukleáris energetika piacán a Gulf Oillal közös vegyesvállalattal, próbálkozott a szén és a Billiton 1970-es felvásárlását követően a fémek bányászatával és kereskedelmével, emellett volt egy a Bechtellel közös áramtermelő próbálkozása is. Ezek a próbálkozások azonban nem jártak sikerrel és végül a vállalat mindtől megszabadult.
A 2000-es évek elején a Shell a megújuló energiaforrások piacára is belépett, ennek sikeréről vagy kudarcáról egyelőre még korai lenne beszélni. Mindenesetre a SolarWorld 2006-os felvásárlása és a brazil Cosannal közösen létrehozott Raizen vállalata, mely az egyik legfontosabb etanol gyártó jelzi, hogy a vállalat lát jövőt az alternatív energiaforrásokban.

## Kritikák
A Shellt fennállása óta számos kritika érte, elsősorban környezetvédelmi kérdésekben, bár a nigériai ogoni törzzsel kapcsolatos viselkedése emberi jogi kérdéseket, olajtartalékainak felülbecslése pedig üzleti problémákat is felvet.

### A tartalékok 2004-es felülbecslése
2004-ben a Shell felülbecsülte kitermelhető tartalékait, ami a vállalatba vetett bizalom erodálásához, az elnök Philip Watts lemondásához és a Financial Services Authority által meghatározott 17 millió dolláros büntetéshez vezetett. Az ügyet követő per során a nem amerikai részvényesek 2007-ben 450 millió dolláros kártérítést kaptak.

### Vállalti kommunikáció
A Shell megújuló üzletágát reklámozó hirdetéseket sokan zöldrefestésnek nevezték, igaz mások üdvözölték a cég megjelenését az alternatív energiák piacán.
2008-ban a brit Advertising Standards Authority ítélete szerint a vállalat igaztalanul állította, hogy a 10 milliárd dolláros olajhomok projektje a kanadai Albertában "fenntartható energiaforrás".

### Környezetszennyezés
A Shell és hasonló vállalatok jelenléte a Niger folyó deltájánál rendkívüli környezeti károkat okozott. A folyó deltájánál lévő vezetékek, melyek jelentős részét a Shell üzemelteti, öregek és jelentősen korrodálódtak, ami számos helyen okozott szivárgást, károsítva ezzel a folyó és környéke élővilágát és a helyi lakosok ezzel kapcsolatos megélhetését. A Shell ugyan elismerte a felelősségét a vezetékek rendbentartása terén, ugyanakkor tagadta, hogy a környezeti károkhoz köze lenne. Ez a helyi lakosok és az Amnesty International tiltakozásához és számos környezetvédő csoport bojkottra szólító felhívásához vezetett.
Az argentin Magdalena területén történt katasztrófa a legnagyobb, édesvízi olajkatasztrófa napjainkig, ezt a Shell egyik tankerének ütközése okozta.

### Emberi jogok
1996-ban számos emberi jogi csoport próbálta elszámoltatni a Shellt, többek között gyilkosságért, kínzásért és emberiségellenes bűnökért, különös tekintettel Ken Saro-Wiwa és 8 másik ogoni vezető 1995-ös, nigériai katonai vezetők által végrehajtott felakasztásáért. A perek vádlottjai a Shell és annak nigériai vezetője, Brian Anderson voltak. A vállalat 15,5 millió dollárt fizetett 2009-ben az ügy rendezéséért, ugyanakkor nem vállalta a felelősséget a vádakért.
2010-ben nyilvánosságra került iratok szerint a vállalatnak számos nigériai miniszutériumban voltak emberei, a kormány tudta nélkül. 2009-ben nyilvánosságra került, a perben végül nem használt iratok szerint a cég rendszeresen fizetett a nigériai hadseregnek a tüntetések megakadályozásáért.

### Sarkvidéki bányászat
Noha a Kulluk olajszennyezés óta a vállalat is beismeri, hogy a sarkvidéki olajfúrások esetén keletkező szennyezések ellen tehetetlen, a cég nem tett le a sarkvidéki olajfúrások kezdeményezéséről és azok kivitelezéséről, ezért a Greenpeace és más szerveztek nemzetközi kampányba kezdtek a vállalat sarkvidéki tevékenységének megakadályozására.